# 间接任意球
間接自由球是在足球比赛中，一些比較輕微的犯規（例如越位）給予對方的罰球。与直接自由球不同之处在于，最少先傳球一次給另一位球員才可以射門，发球方如果直接将球踢入对方球门不能算作得分，對方可得球門球，踢入己方球门對方可得角球。

## 判罚标准
比賽中出現以下情況球証可以判罰間接自由球，若球証判決為間接自由球，會舉手示意。
- 球証認為是危險動作。
- 雖然屬合法碰撞，但球並不在搶奪範圍之內。
- 故意阻撓對方球員而球並不在搶奪範圍之內。
- 在禁區內侵犯守門員，而守門員當時並無球在手。
- 守門員在禁區內接到球後 6 秒內都不將球開出。（94年修订）
- 守門員在禁區內將球放下地後再用手接回球。（94年修订）
- 守門員在禁區內用手接隊友傳回的球。（94年修订）
- 守門員在禁區內用手接隊友的界外球。（94年修订）
- 守門員在禁區內浪費時間。